# Regelbau L411
La casemate de type Regelbau L411 est une casemate répondant au standard Regelbau. Sa mission est de servir d'abri pour un projecteur de 600 mm.
Elle était destinée à la Luftwaffe.

## Construction
La construction de cette casemate nécessitait l'excavation de 1 200 m3 de matériaux, l'utilisation de 30 t de fer à béton et la coulée de 600 m3 de béton.

## Architecture
La casemate fait 11,40 m de long pour 11,80 m de large et 6,30 m de haut.

## Exemplaires
46 casemates de ce type ont été construites. 14 de ces casemates sont présentes au Danemark.
Regelbau 411 est le nom d'un centre d’art international exposant de l’art sonore, lumineux et vidéo international construit dans une casemate de ce type à Thyholm.